# Séminaire de Wurtzbourg
Le séminaire de Wurtzbourg est le séminaire du diocèse de Wurtzbourg, qui donne des cours de théologie en vue de la prêtrise.

## Histoire
Le 11 novembre 1567, les Jésuites veulent créer une école à Würzburg. Dix-sept frères s'installent et sont professeurs. Ils forment aussi au clergé. En 1570, on bâtit l'internat, une résidence pour 24 étudiants, qui préfigure le séminaire. En 1582, le Gymnasium ouvre près de l'université. En 1589, le prince-évêque Jules Echter von Mespelbrunn publie un édit établissant un séminaire ecclésiastique. Entre 1607 et 1610, on détruit l'église Sainte-Agnès et on construit à la place une église dans le style gothique posthume. Dans la confusion de la guerre de Trente Ans, le séminaire déménage temporairement d'abord au Juliusspital puis au collège marianiste. Le séminaire retrouve ses locaux en 1655. 
En 1716, on construit la maison de Joseph Greissing. De 1728 à 1731, les lieux sont rénovés par le maître baroque Johann Balthasar Neumann. De 1765 à 1798, Johann Philipp Geigel et Johann Michael Fischer élèvent l'église Saint-Michel ; elle est consacrée en 1831. 
Au moment du bombardement de Wurtzbourg en 1945, le séminaire brûle. Il est reconstruit dans les années 1960. Il est entièrement rénové et modernisé de 1997 à 2003. Il comprend 64 appartements d'étudiants, des espaces communs et de nouvelles salles d'enseignement et de conférence.

## Source, notes et références
- (de) Cet article est partiellement ou en totalité issu de l’article de Wikipédia en allemand intitulé « Priesterseminar Würzburg » (voir la liste des auteurs).